# Slovenski četniki
Slovenski četniki (imenovani tudi plavogardisti) so bili slovenski pripadniki četnikov, gverilskih enot, ki so v drugi svetovni vojni nastale iz poražene jugoslovanske vojske in delovale v okupirani Jugoslaviji.
Slovenskim četnikom je poveljeval Karl Novak, njegov nadrejeni pa je bil Draža Mihailović, vodja jugoslovanskega četniškega gibanja in vojni minister Jugoslovanske vlade v izgnanstvu. Vsega skupaj je na Slovenskem med vojno delovalo 300-600 četnikov, večina kot obveščevalcev in diverzantov.
Četniška ideološka baza naj bi bilo t. i. ravnogorsko gibanje, ki pa v Sloveniji ni imelo globljih korenin. Prizadevalo si je za ohranitev monarhije in ideje o veliki Jugoslaviji ob podpori zahodnih zaveznikov. Zelo močno mobilizacijsko bazo so, podobno kot za domobrance in četnike, predstavljale strankarske paravojaške enote ("legije"). Glavni vir mož je bila liberalna Sokolska legija, ki se je rekrutirala iz prevojnega Sokolstva. Slovenskih četnikov je bilo med vojno 300-600.
Slovensko četniško poveljstvo je bilo koordinirano s Slovensko zavezo. Za reševanje vojaških vprašanj je bil znotraj nje ustanovljen Vojaški svet, ki so ga sestavljali poveljniki legij – podpolkovnik Ernest Peterlin - Logar, polkovnik Vladimir Vauhnik, Ivan Prezelj, Anton Kokalj - Tonči, kapetan bojne ladje Anton Klinar - Hren (1893-1980), major Karl Novak in drugi. Vsi člani vojaškega sveta pa so bili evidentno tudi pripadniki raznih tujih služb (britanske, nemške, italijanske).

## Delovanje med drugo svetovno vojno
Prva četniška enota na Slovenskem je bila Štajerski bataljon, prvi poveljnik slovenskih četnikov pa konjeniški polkovnik Jaka Avšič. Avšič je že sredi 1941 prestopil k partizanom, nakar je poveljnik slovenskih četnikov postal generalštabni major Karl Novak, njegov načelnik štaba. Za zvezo z Dražo Mihailovićem, poveljnikom vseh jugoslovanskih četnikov, je skrbela obveščevalka Jovanka Krištof - Mira, Novakova tajnica in partnerka.
Julija 1942 se je Štajerski bataljon legaliziral pred italijanskimi okupacijskimi oblastmi tako, da se je priključil protikomunistični milici (PPKM) pod imenom Legija smrti. S tem pa sta Novak in Slovenska zaveza izgubila vpliv na enote, prevladala je Slovenska legija.
Novak je legalni status v zimi 1942/1943 želel izkoristiti za okrepitev četnikov in ponoven prehod v ilegalno delovanje, vendar je njegov načrt spodletel zaradi neodobravanja Slovenske legije. Marca 1943 je začel zbirati četniške enote v Polhograjskih Dolomitih, saj sta istega meseca italijanska vojska in PPKM uničila velik del Dolomitskega partizanskega odreda, njegovi ostanki pa so bili razpuščeni. Opolnoči z 9. na 10. junij 1943 je želel Novak izvesti množičen prestop nekaterih enot PPKM v četnike, a se zaradi slabe organizacije in neenotnosti vpletenih tudi ta načrt ni uresničil. Po teh dogodkih se je Novak dokončno sprl s Slovensko legijo.
Italijanske okupacijske oblasti so četnike tolerirale, vendar so bile bolj naklonjene katoliški Slovenski legiji in PPKM, ker sta bili manj ambiciozni glede ozemelj s slovenskim prebivalstvom v Italiji.
21. junija 1943 je kot prva četniška žrtev v Polhograjskih dolomitih padel Lojze Lavrič.

## Kapitulacija Italije in partizanski obračun s četniki
Glavnina slovenskih četnikov se je v noči s 3. na 4. julij iz Polhograjskih dolomitov napotila proti Dolenjski. Za miren prehod so se dogovorili z italijanskimi oblastmi in PPKM. Utaborili so se v bližini Iške vasi, da bi počakali na okrepitve iz Narodne legije in Sokolske legije. A ker so tabor obiskovali italijanski častniki, je morala med četniki padla in odred je zapustilo devet četniških častnikov. Ko je to izvedel Novak, se je nameraval ustreliti. Štab se je Novaku uprl in ga želel razrešiti, do česar pa ni prišlo.
Po padcu fašizma je Novak s Slovensko zavezo sklenil dogovor o prehodu dela PPKM pod četnike, ki pa ga Slovenska legija ni izpolnila.
Četnike so partizani odločilno porazili pri Grčaricah 8.-10. septembra 1943.
Septembra 1943 je Novak odšel v Italijo kot Mihailovićev predstavnik za zvezo z zahodnimi zavezniki. Slovenske četnike so vodili kapetan bojne ladje Anton Klinar - Hren, polkovnik oz. brigadni general Vladimir Vauhnik (kot general Račič) in polkovnik oz. divizijski general Ivan Prezelj - Andrej, ki je bil nazadnje imenovan še za poveljnika Slovenske narodne vojske.
Četniško gibanje je ostalo aktivno tudi po Grčaricah, vendar ni imelo velikega vpliva. Vseh slovenskih četnikov je po 1943 bilo okoli 250. Po letu 1944 so delovali tudi na Štajerskem, kjer so se zbirali predvsem dezerterji iz nemške vojske. Posameznim delom so poveljevali:
- Primorska: kapetan Ratomir Cotić - Vuk;
- Gorenjska: poročnik Jože Hlebec - Krpan in pozneje kapetan Milko Pirih;
- osrednja Slovenija – Centralni četniški odred: kapetan Milan Kranjc - Kajtimir, pozneje orožniški major Danilo Koprivica - Borut
- Štajerska: narednik, pozneje poročnik, Jože Melaher - Zmagoslav.

Tudi slovenski četniki so prikrito sodelovali z Italijani in pozneje tudi z Nemci. Narednik Melaher je celo sklenil pisni dogovor o sodelovanju z Nemci. Janez Marn – Črtomir Mrak je kot poveljnik 1. bataljona Mirnskega partizanskega odreda edini s celo enoto prestopil na četniško stran.
Ob koncu vojne so se slovenski četniki skušali umakniti k zahodnim zaveznikom. Na zavezniško stran so se rešili primorski in del gorenjskih četnikov ter 75 četnikov Štajerskega četnikškega odreda, ki so jih Britanci iz Vetrinja prepeljali v Italijo, ker so imeli urejene oznake (izkaznice) in navodila. Z vsemi ostalimi so obračunale komunistične oblasti. Več četnikom je bilo sojeno (Mirko Bitenc, Milko Vizjak, Ernest Peterlin).
Mnogi četniki so tudi po končani vojni nadaljevali z ilegalnim obveščevalnim in diverzantskim delovanjem (križarji, Matjaževa vojska). Karl Novak je bil 1944 v Italiji povišan v podpolkovnika, nazadnje pa leta 1946 v generalštabnega polkovnika.

### Četniški sodelavci
Veliko presenečenje je sledilo , ko je leta 1998 pokojni akademik Aleksander Bajt v svoji knjigi Dosje Berman razkril, da je bil med okupacijo pripadnik četniške organizacije,  kot poročnik in šef protiobveščevalne službe v štabu majorja Novaka v Rimu, ; leta 2003 je ugotovljeno, da je bil tudi veliki slovenski olimpionik, Leon Štukelj pripadnik četniške organizacije in britanski agent Soe , in nazadnje, 2006, da je bil tudi Hrvoje Maister, četniški polkovnik,  in nazadnje vodja emigrantskega obveščevalnega centra v Salzburgu.
Ravnogorsko gibanje je še danes dejavno, tudi v Sloveniji. V Parizu je maja 2007 bil edini še živeči slovenski četnik Uroš Šušterič proglašen za četniškega vojvodo – z nazivom »Triglavski«.